# Sikta mot stjärnorna (sång)
Sikta mot stjärnorna är en låt av Lasse Holm 1994 skriven av Lasse Holm. Låten var signaturmelodin till TV-programmet med samma namn. Låten fanns på Svensktoppen den 10 december 1994 med en åttonde placering. Låten är titelspåret på albumet Sikta mot stjärnorna.

### Fotnoter
1. ↑  https://www.nostalgilistan.se/lasse-holm-493/sikta-mot-stjarnorna-2063
2. ↑  https://smdb.kb.se/catalog/id/001507312